# Хайди Рен
Хайди Рен (на немски: Heidi Rehn) е германска журналистка и писателка, авторка на произведения в жанровете исторически роман, исторически криминален роман, историческа социална драма, биография и любовен роман.

## Биография и творчество
Хайди Рен е родена на 18 октомври 1966 г. в Кобленц, Рейнланд-Пфалц, ФРГ. Израства в Бад Залциг, където завършва гимназия. Следва немски език, история, бизнес администрация и комуникационни науки в периода 1986 – 1992 г. в Мюнхенския университет. Още като студентка започва работа като редактор в новата енциклопедия за съвременна немска литература на Диц-Рюдигер Мозер и в списанието „Литература в Бавария“.
След дипломирането си работи като преподавател в университета, а след това и като преподавател в Института за баварска литературна история към Мюнхенския университет. В периода 1993 – 1997 г. работи в мюнхенска PR агенция, след което от 2000 г. преминава на свободна практика като журналист и копирайтър за вестници и списания в Мюнхен.
През 2000 г. е издаден първият ѝ роман „Институтът“, в който описва ежедневието на университета от женска гледна точка. Първият ѝ исторически криминален роман, „Калфите на Тонет“, е издаден през 2005 г. В него главен герой е Михаел Тонет, създател през 19-ти век на технологията за мебели от огънато дърво, който работи в раздирания от религиозни борби между католици и протестанти район между Майнц и Кьолн, и е обвинен в убийство на млада жена.
Първият ѝ роман „Лечителката“ от трилогията „Магдалена“ е издаден през 2010 г. По време на Тридесетгодишната война дъщерята на наемник, Магдалена, работи като лечителка на рани в императорския антураж. Тя се влюбва в сина на търговеца Ерик, но това е забранена любов, защото бащите им са били врагове. Години по-късно Ерик е заловен като саботьор и убиец, но тя му помага да избяга.
През 2014 г. получава наградата „Златен Омир“ в категорията „Връзки и общество“ за историческия си роман „Любовта на строителя“. Действието на историята се развива в по времето на херцог Албрехт в Прусия през 1544 г., където младата Дора върви по стъпките на талантливия си баща като майстор строител. След брака си с възрастния Ърбан тя продължава да работи, но съдбата я среща с младия нюрнбергски архитект Вейт. Когато Ърбан загива в ужасен инцидент, тя се заема да спаси от бесилката обвинения за това Вейт.
През 2019 г. е публикуван биографичния ѝ роман „Дъщерята на магьосника – Ерика Ман и нейното бягство в живота“, от съвместната поредица от бестселъри „Смели жени между изкуството и любовта“. Той е история за германската актриса писателка и редакторка, дъщерята на Томас Ман и сестра на Клаус Ман, Ерика Ман, която се бори срещу националсоциализма и емигрира в САЩ.
През 2020 г. е издаден романът ѝ „Двойното лице“ от криминалната поредица „Емил Граф“. През август 1945 г. Мюнхен е потънал в хаос, а репортерката Била Льовенфелд, еврейка, завърнала се от изгнание, намира Виктор фон Дитлиц, завърнал се от войната. Случаят поема неопитният следовател Емил Граф, но следват още убийства, а Виктор фон Дитлиц, смятан за мъртъв, се появява отново. Емил Граф ще трябва да открие връзката.
Писателката е член на Асоциацията на немскоговорещите криминални писатели „Синдикат“ и организира наградата „Фридрих Глаузер“ в категориите „Дебют“, „Роман“ и „Еренглаузер“.
Хайди Рен живее със семейството си в Мюнхен.

## Произведения

### Самостоятелни романи
- Das Institut (2000)[1][2][3]
- Theos Erbe. Rheintal Krimi (2003)
- Thonets Gesellen (2005)
- Blutige Hände (2006)
- Tod im Englischen Garten (2007)
- Gold und Stein (2013)
- Die Liebe der Baumeisterin (2013) – награда „Омир“
- Sommer der Freiheit (2014)
- Tanz des Vergessens (2015)
- Spiel der Hoffnung (2016)
- Das Haus der schönen Dinge (2017)
- Der Himmel über unseren Träumen (2018)
- Das Lichtspielhaus (2019)
- Vor Frauen wird gewarnt (2021) – за писателката Вики Баум
- Die Buchhandlung in der Amalienstraße (2022)

### Поредица „Магдалена“ (Magdalena)
1. Die Wundärztin (2010)[1][2]
2. Hexengold (2011)
3. Bernsteinerbe (2012)

### Поредица „Емил Граф“ (Emil Graf)
1. Das doppelte Gesicht: Ein Fall für Emil Graf (2020)[1][2]
2. Die letzte Schuld (2021)

### Участие в общи серии с други писатели

#### Поредица „Смели жени между изкуството и любовта“ (Mutige Frauen zwischen Kunst und Liebe)
14. Die Tochter des Zauberers – Erika Mann und ihre Flucht ins Leben (2020) – за Ерика Ман (1905 – 1969)
от поредицата има още 19 романа от различни автори – Ан Жирар, Мишел Марли, Глория Голдрайх, Анабел Абс, Мери Бесон, Каролине Бернард, Валери Трирвайлер, Лена Йохансон, Софи Бенедикт, и др.

#### Поредица „Необикновени жени между новото начало и любовта“ (Außergewöhnliche Frauen zwischen Aufbruch und Liebe)
* Die Frau des Blauen Reiter (2022) – за художничката за Мария Марк, втората съпруга на Франц Марк
от поредицата има още 8 романа от различни автори

### Разкази
- In Loam dahoam (2003)[3]
- Beichte auf Probe (2004)
- Das Beltheimer Gericht (2006)
- Das alte Lied (2006)
- Freiwild (2007)
- Acht gegen acht (Köln 2009)
- Ein Prost auf Peternach (2010)
- Da waren es nur noch drei (2013)
- Freunde (2017)
- Der Bergadler (2018)
- Gottesurteil (2021)